# Попов Федір Всеволодович

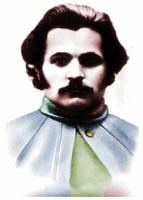
Федір Попов

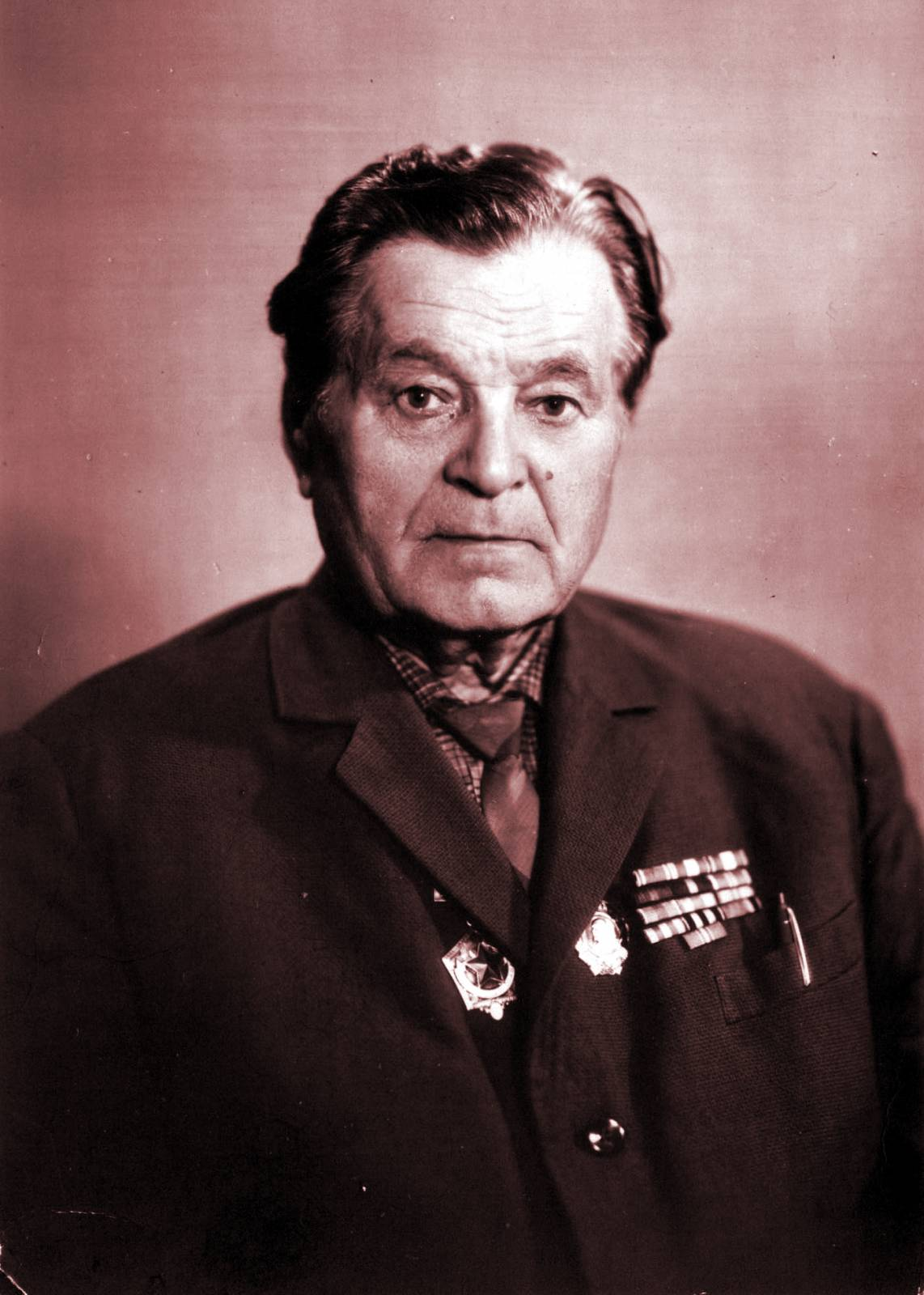

Попо́в Фе́дір Все́володович (* 1896 — пом. ?) — радянський діяч, історик. Професор. Почесний громадянин Кам'янця-Подільського (1967).

## Біографічні відомості
Федір Попов народився 1896 року селі Мануйлівка Кременчуцького повіту Полтавської губернії в родині селянина-бідняка. У 13 років пішов із дому на заробітки. Працював на залізниці, в шахтах Донбасу.
1915 року мобілізовано до армії та направлено на Південно-Західний фронт.
Проводив агітаційну роботу під більшовицькими лозунгами в 12-му армійському корпусі. У грудні 1917 року влада в корпусі повністю перейшла до військово-революційного комітету, головою якого було обрано Попова.
У грудні 1917 року штаб корпусу з більшовицькими полками прибув до Кам'янця-Подільського.
У Червоній армії Попов прослужив до 1928 року. Працював на відовідальних посадах в радянському уряді, а Раді праці та оборони, ЦВК СРСР, Держплані СРСР.
Закінчив Інститут червоної професури. Проводив наукову та викладацьку роботу в інститутах Москви. Надано звання професора.
Був персональним пенсіонером союзного значення. В 1967 нагороджено орденом Леніна.

## Книги та публікації
- Разгром деникинцев под Орлом: Из записок комбрига. — Орел, 1959.
- Рассказ о незабываемом: Записки большевика. — Киев: Госполитиздат УССР, 1961. — 272 с.
- Революція живе в мільйонах… // Літературне Поділля. — № 2. — Хмельницький, 1957. — С. 12—16.